# Мирослав Поспішил
Мирослав Поспішил (чеськ. Miroslav Pospíšil, 27 вересня 1890, Сміхов, Прага — 1964) — чехословацький футболіст, що грав на позиції захисника.
Виступав, зокрема, за клуб «Спарта» (Прага), а також національну збірну Чехословаччини.
Багаторазовий чемпіон Чехословаччини.

## Клубна кар'єра
У дорослому футболі дебютував 1912 року виступами за команду клубу «Спарта» (Прага), кольори якої і захищав протягом усієї своєї кар'єри гравця.

## Виступи за збірну
1920 року дебютував в офіційних матчах у складі національної збірної Чехословаччини. Протягом кар'єри у національній команді, яка тривала 3 роки, провів у формі головної команди країни 5 матчів.
У складі збірної був учасником футбольного турніру на Олімпійських іграх 1920 року в Антверпені.
Також грав у складі збірної Праги. Одним з найвідоміших його матчів за збірну міста був поєдинок проти збірної Парижа в 1922 році. Празька команда, за яку виступали 8 гравців «Спарти» і 3 представники «Уніона», здобула перемогу в столиці Франції з рахунком 2:0.

## Титули і досягнення
- Чемпіон Чехословаччини (3):

«Спарта» (Прага): 1912, 1919, 1922
- Чемпіон Середньочеської ліги (5):

«Спарта» (Прага): 1919, 1920, 1921, 1922, 1923,
- Володар Середньочеського кубка (4):

«Спарта» (Прага): 1918, 1919, 1920, 1923
- Переможець Міжсоюзницьких ігор:

Чехословаччина (військова): 1919